# Star Fox 2
Star Fox 2 (яп. スターフォックス2 Sutā Fokkusu Tsū) — видеоигра в жанре шутера с элементами стратегии реального времени для Super Nintendo Entertainment System. Она должна была стать второй игрой в серии Star Fox и прямым сиквелом первой игры серии. Argonaut Games и Nintendo разработали игру, и Nintendo планировало игру к выпуску, но уже завершенную игру отменило перед самым выходом по не объясненным причинам. Планировалось что игра должна была быть выпущена летом 1995 года. Несмотря на отмену игры, на протяжении лет образы ПЗУ утекали в интернет, но только в 2015 году, общественность узнала, что полностью готовый образ ПЗУ игры уже давно готов, хоть и оставался невыпущенным по юридическим причинам.
К 1995 году технологии трехмерной компьютерной графики развивались стремительно, и рынок расширялся благодаря конкуренции с игровыми системами Sony PlayStation и Sega Saturn. Nintendo опасалась, что 16-битная графика Star Fox 2 будет выглядеть бледно по сравнению с более новыми играми, поэтому компания решила сосредоточиться на своей грядущей игровой системе Nintendo 64. В 1997 году вышла игра Star Fox 64 для Nintendo 64, в которой были использованы некоторые идеи, ранее планировавшиеся в Star Fox 2.
Спустя 22 года после изначально запланированной даты выпуска, игра была выпущена в сентябре 2017 года в комплекте с игровой системой Super NES Classic Edition. В 2019 году она стала доступна на игровой системе Nintendo Switch подписчикам сервиса Nintendo Switch Online.

## Сюжет
В Star Fox 2 продолжается битва против Императора Андросса, который желает покорить систему Лайлет, а команда Star Fox собралась ещё раз, чтобы победить его. В игру была введена новая игровая система, новые типы судов и два новых члена команды Star Fox. Она также имеет более продвинутый 3D-движок благодаря новой и усовершенствованной версии чипа Super FX, GSU-2.

## Игровой процесс

Скриншот, показывающий главную игровую зону, карту, изображающую систему Лайлет.

Игровой процесс Star Fox 2 заметно отличается от предшественника. Вместо того чтобы следовать по заранее определённому линейному пути внутри предопределенных миссий, игрок управляет командой из двух кораблей на карте системы Лайлет. Когда корабли игрока вступают в контакт с силами противника, игра переходит к управлению истребителем Arwing напрямую, и геймплей становится схожим с геймплеем первой игры Star Fox. Когда игрок выполняет поставленные задачи, его возвращают к экрану карты, где он должен выбрать новый пункт назначения.
Цель игры — уничтожить все вражеские силы, находящиеся на карте, одновременно с этим защищая планету Корнерия (находится в левом нижнем углу карты), не допуская того чтобы уровень её повреждения из-за вражеских атак достиг 100 %. Чтобы защитить Корнерию, игрок должен перехватить истребители и входящие IPBM (межпланетные баллистические ракеты), а также разобраться с источниками этих атак: линкоры, которые разворачивают дополнительные эскадрильи истребителей и планетарные базы, которые запускают IPBM. Чтобы помочь игроку, Генерал Пеппер использует спутник, который может сбивать противников, и игрок также должен защищать эту установку от диверсантов, которые могут захватить спутник и использовать его пушки чтобы обстреливать Корнерию. Игрок также сталкивается с командой наемников Star Wolf, которая препятствует тому, и различными боссами на протяжении всей игры.
Star Fox 2 использует полу-реалтаймовую игровую систему. При выборе пункта назначения на карте игра стоит на паузе, но в то время как корабли игрока путешествуют к месту назначения, враги и ракеты также двигаются в сторону своего назначения. Когда в экшен-режиме происходит борьба с врагами, то время идет в более медленном темпе, тем не менее позволяя другим врагам и ракетам продвинуться и нанести ущерб. Чтобы предотвратить чрезмерное повреждение Корнерии, игроку может понадобиться выйти из боя чтобы перехватить другого врага.
В дополнение к основной игре, Star Fox 2 включает в себя «дуэльный» режим для двух игроков на разделенном экране.

## Разработка и отмена
Игра широко освещалась в различных игровых журналах того времени, с большим количеством скриншотов, предоставленных компанией Nintendo, для того чтобы вызвать интерес в продолжении. Играбельная версия была выставлена в 1995 году на зимней Consumer Electronics Show. После утечки незаконченной бета-версии, некоторые люди сумели взять и скомпилировать большое разнообразие скриншотов. Все они были сделаны через эмулятор. На ранней стадии разработки, Фара Феникс из комикса Star Fox и двойница Андросса «Сару» (по-японски «обезьяна») были вместо Мию и Фэй. Фэй заменила овечку из ранней версии игры.
В то время как Nintendo никогда не называло официальную причину отмены, программист Star Fox 2 Дилан Катберт поделился основаниями к отмене игры:

"Star Fox 2 была полностью закончена. Я был главным программистом, и в то время как Гилз сделал Stunt Race FX, я и вся остальная команда Star Fox (то есть художники и дизайнеры Nintendo) развили Star Fox в полноценный трехмерный шутер. Причиной невыпуска игры стала Nintendo 64, которая, конечно, планировалась к выходу сильно раньше чем вышло в итоге. Миямото-сан решил, что он хочет четкий перерыв между трехмерными играми на Super NES и трехмерными играми на новой и лучшей 64-битной системе. В ретроспективе, он мог выпустить Star Fox 2 и ещё было бы больше полутора лет до выхода N64. Но задним умом все горазды."— Дилан Катберт

## Эмуляция и релиз
В сеть утёк образ ПЗУ ранней альфа-версии игры, который пришел из архива исходных кодов, датируемого ко времени, когда игра была в начале разработки. Эта версия имеет рудиментарный многопользовательский режим. Другой образ, составленный из последних известных версий исходного кода, прежде чем проект был отменен, также доступен — эта версия почти полностью готова и содержит мелкие баги, отладочный код, и незавершенные особенности. Тем не менее, в ней отсутствует многопользовательский режим. Эти образы можно воспроизводить с помощью эмулятора SNES, и они также могут работать на реальном оборудовании, будучи записанными на картридж с чипом Super FX 2. Кроме того, фанатский патч может быть добавлен к почти окончательному образу ПЗУ, и это устраняет большинство ошибок, удаляет отладочный код и неоконченные особенности, и переводит диалоги в игре на английский язык (также существует версия данного патча без перевода). В интервью Nintendo Life в 2015 году Катберт рассказал, что он имеет копию полностью завершенной версии игры, которая полностью отлажена Mario Club, и которую он получил в ходе разработки Star Fox Command, и утверждает, что данный образ ПЗУ имеет многие элементы, которых нет в утёкших образах ПЗУ.
В 2017 году с анонсом Super NES Classic было объявлено об официальном выходе игры как эксклюзива для данной коллекционной приставки. Дилан Катберт в интервью касательно выхода игры заявил, что несмотря на то что у него была полная копия игры, он не знал про то, что игра всё же будет выпущена. Почти сразу после выхода Super NES Classic из приставки был извлечен образ ПЗУ финальной версии игры, которую оказалось возможным запустить на оригинальной Super Nintendo Entertainment System, и обнаружилось, что игре для работы достаточно первой версии чипа Super FX.

## Наследие
По словам Дилана Катберта, некоторые элементы, сделанные для игры, такие как программы для камеры, были адаптированы и использованы повторно при разработке Super Mario 64. Сигэру Миямото заявил также, что такие идеи, как All-Range Mode, режим мультиплеера, и сценарий Star Wolf были взяты из Star Fox 2. Он подсчитал, что примерно 30 % содержания Star Fox 64 пришли из Star Fox 2. Кроме того, несколько игровых концепций были использованы в Star Fox Command для Nintendo DS — среди них управление по карте и возможность выбрать из нескольких персонажей, каждый со своими судами и возможностями.
Некоторые из игровых механик, такие как режим ходьбы для Arwing, используются в Star Fox Zero.